# Émile Puech
Émile Puech (ur. 9 maja 1941 w Cazelles de Sébrazac pod Estaing) – francuski prezbiter katolicki, biblista, tłumacz manuskryptów wspólnoty qumrańskiej.